# DOC
DOC (англ. Document) — двійковий текстовий формат. Формат було розроблено компанією Microsoft у 1989 році на платформі IBM РС для програми текстового процесора WORD, і з того часу він набув популярності у користувачів Microsoft Word, переважно ОС Windows. Практично усі офісні програми, які претендують на популярність, підтримують цей формат файлів (наприклад вільні текстові процесори LibreOffice Writer, AbiWord). На основі формату DOC та XML розроблено новий формат текстових файлів DOCX.